# Spergula arvensis
Spergula arvensis, comummente conhecida como espérgula, é uma espécie de planta com flor pertencente à família Caryophyllaceae. 
A autoridade científica da espécie é L., tendo sido publicada em Species Plantarum 1: 440. 1753.

## Nomes comuns
Além de ser conhecida como «espérgula», também é conhecida como: erva-aranha (nome comum que partilha com as espécies Ophrys apifera e Amaranthus blitoides), esparguta, gorga (não confundir com a espécie Silene gallica que consigo partilha este nome comum) e cassamelo. 

## Portugal
Trata-se de uma espécie presente no território português, nomeadamente em Portugal Continental, no Arquipélago dos Açores e no Arquipélago da Madeira.
Em termos de naturalidade é nativa de Portugal Continental e Arquipélago da Madeira e introduzida no arquipélago dos Açores.

## Protecção
Não se encontra protegida por legislação portuguesa ou da Comunidade Europeia.